# Kesmetaş, Şirvan
Kesmetaş là một xã thuộc huyện Şirvan, tỉnh Siirt, Thổ Nhĩ Kỳ. Dân số thời điểm năm 2008 là 440 người.